# Lord Howe-sziget
A Lord Howe-sziget egy apró (14,5 km²-es) sziget a Csendes-óceánban, 600 km-rel keletre Ausztrália partjaitól. Közigazgatásilag Ausztráliához tartozik. Ball piramisával együtt a Lord Howe-sziget Testülete kormányozza — ez Új-Dél-Wales állam 175 helyi testületének egyikeként a Közép-északi Part Statisztikai Részlegéhez tartozik. Bár saját irányító testülete van, nem tekintik önálló önkormányzati területnek. A Lord Howe-szigetcsoport 1982-ben került a világörökség listájára különleges szépségéért és egyedi élővilága miatt. A szigetcsoport körüli vizeket a Lord Howe-sziget Tengeri Park óvja.
A szigeten érvényes időzóna UTC+10:30. Nyári időszámítás idején ez csak félórát csúszik: UTC+11.

## Története
Az 1788. február 17-én fedezte fel a Henry Lidgbird Ball főhadnagy parancsnoksága alatt hajózó HMS Supply, amikor Botany Bay-ből a Norfolk-szigetek felé haladt, hogy ott telepítse le a hajón szállított 15 fegyencet (9 férfi, 6 nő). A visszaúton, 1788. március 13-án a szigetre küldte néhány emberét, akik megállapították, hogy az lakatlan. Minden jel szerint a Csendes-óceán déli vidékét lakó polinézek sem ismerték. A szigeten emelkedő Lidgbird-hegyet és a Ball piramisa szigetet is a főhadnagyról nevezték el — magát a szigetetet pedig Richard Howe-ról, Howe első grófjáról, aki akkor az admiralitás első lordja (haditengerészeti miniszter) volt.
Az Új-Dél-Wales és a Norfolk-sziget között közlekedő kormányzati hajók közül elég sok kikötött itt, miként a bálnavadászok és a kereskedők hajói is. Néhány hajós élelemforrásnak kecskéket és disznókat telepített a szigetre, de állandó települést nem alapítottak egészen 1834-ig, amikor megépítették a ma „Ótelep” néven ismert részt. 2003-ban a szigetnek 371 lakosa volt.
1974 előtt nem volt reptér; a szigetet csak hajón vagy a Sydney-ből induló, a korallszirttel körbezárt lagúnán leszálló hidroplánon lehetett megközelíteni. 2002-ben a Királyi Haditengerészet HMS Nottingham rombolója nekiment a Wolf Rock zátonynak, és kis híján elsüllyedt.

## Természeti földrajza, földtani felépítése

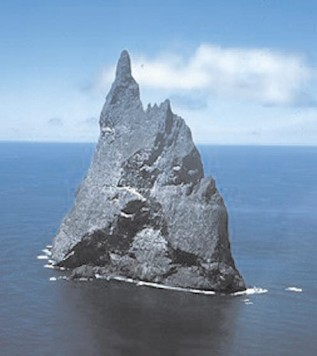
Ball piramisa

A kifli alakú, körülbelül 10 km (6 mérföld) hosszú és 2 km (1 mérföld) széles sziget egy hétmillió éves tűzhányó erodált maradványa, amit egy korallzátony ölel körül. A tengeralatti hegység jellegű szigetcsoport 1000 km-re nyúlik észak felé, és valószínűleg úgy keletkezett, hogy az észak felé mozgó Indo-ausztrál kéreglemez egy köpenyoszlop tetején kialakult forró pont fölött haladt el. A Lord Howe-hátság az elsüllyedt Zealandia kontinens része.
A szigetet két hegy uralja: a 777 m magas Lidgbird és a 875 m magas Gower. Mindkettő bazaltból épül fel egy hatalmas vulkáni kaldera peremén. Anyaguk kb. 6,4 millió éves. Az utolsó kitörés után tűzhányó apránként a ma látható formájára erodálódott.
Itt látható a világ legdélebbi korallzátonya a déli szélesség 31°-nál.
A környék számos vulkanikus gúlája közül a legnagyobb a Ball piramisa — egy apró, sziklás sziget a Lord Howe-szigettől 23 km-rel délre. 562 m magas központi csúcsa ugyancsak egy bazaltvulkán lepusztult maradványa.

## Élővilága
A sziget egy annyira különleges szárazföldi ökorégió, hogy külön növénytársulást, illetve biomot hoztak létre számára: ez a Lord Howe-szigeti szubtrópusi esőerdő. Az ausztrál ökozónához tartozik; sok mindenben rokon Ausztrália, Új-Guinea és Új-Kaledónia élővilágával. Mivel a sziget sosem függött egybe nagyobb szárazfölddel, teljes növény- és állatvilága a tengeren át érkezett. Őshonos növényfajainak csaknem fele endemikus; közülük az egyik legismertebb a kenciapálma (Howeia endemikus pálmanemzetség, amelynek mindkét faja szép szobanövény. Évente több milliót exportálnak belőle, így az idegenforgalom mellett ez a sziget fő bevételi forrása.
A sziget másik endemikus jellemzője a világító gomba, amely heves esőzések után jelenik meg a pálmaerdőkben, és szedés után még néhány napig világít. A fénye olyan erős, hogy olvasni lehet mellette.
A szigetcsoporton 14 tengeri és 18 szárazföldi madárfaj költ, köztük az endemikus barna bozótguvat (Gallirallus sylvestris) és három helyi alfaj: az aranyhasú légyvadász (Pachycephala pectoralis contempta), az ezüstös pápaszemesmadár (Zosterops lateralis tephropleurus) és a tarka rablóvarjú (Strepera graculina crissalis).
Az ember megérkezés óta több őshonos madár-, illetve növényfaj kihalt. A 19. század telepeseinek tevékenysége nyomán tűnt el a Lord Howe-szigeti fú (Porphyrio albus), a fehértorkú galamb (Columba vitiensis godmanae), a kecskepapagáj (Cyanoramphus novaezelandiae subflavescens) és az ausztrál szula (Sula tasmani). Az 1918-ban elsüllyedt Makambo hajóval érkező házi patkány betelepülése egy második kihalási hullámot indított el; ennek esett áldozatául a szigeti rigó (Turdus poliocephalus vinitinctus), a Lord Howe-szigeti pápaszemesmadár (Zosterops strenuus), a Norfolk-szigeti énekes seregély (Alponis fusca hulliana), az örvös legyezőfarok (Rhipidura fuliginosa cervina) és a szigeti bokormadár (Gerygone insularis).
A szigeten egyetlen őshonos emlős maradt fenn, a nagy erdei denevér (Eptesicus sagittula). Az ugyancsak endemikus Nyctophilus howensis denevérnek csak egy koponyáját találták meg, feltételezhetően kihalt — valószínűleg azért, mert a patkányok elszaporodásának fékezésére az 1920-as években betelepített tasmán gyöngybagoly vadászott rá. Ugyanez a bagoly pusztíthatta ki a kakukkbaglyot (Ninox novaeseelandiae albaria) is.

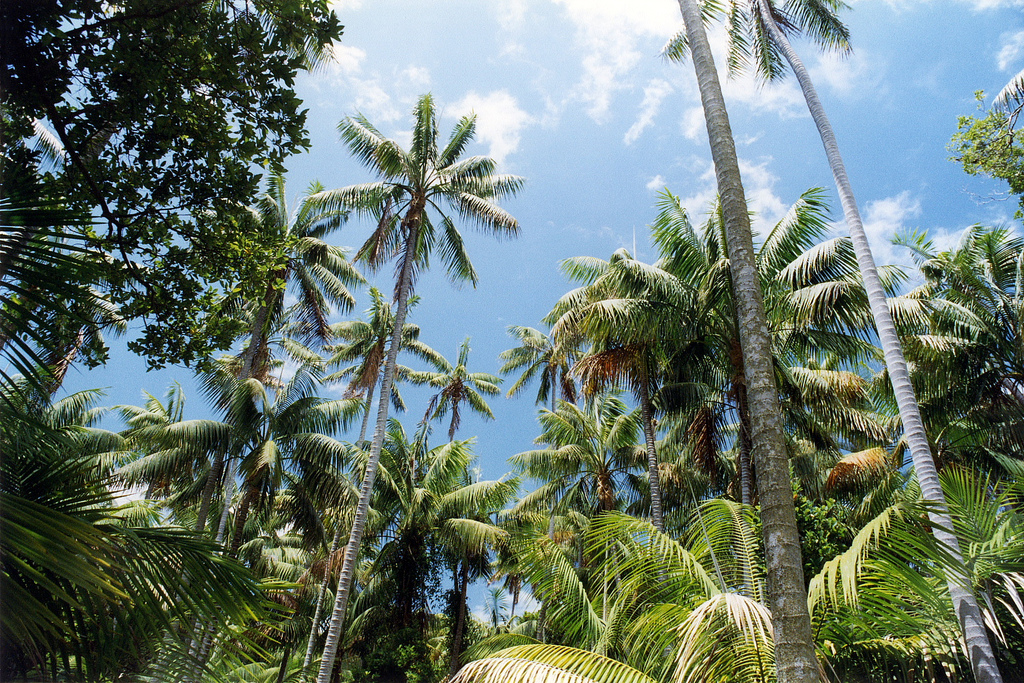
Kenciapálma-erdő a Lord Howe-szigeten

A szigeteken lét őshonos szárazföldi hüllő él:
- a Leiolopisma lichenigera vakondgyík és
- a Phyllodactylus guentheri gekkó.

Mindkettő ritka a főszigeten, de a kisebb szigeteken gyakoriak.
Egy szkink (Lampropholis delicata) és a Litoria dentata levelibéka véletlenül került ide a közelmúltban Ausztráliából.
A Lord Howe-szigeti botsáska (Dryococelus australis) a fekete patkányok megjelenése után nem sokkal eltűnt. 2001-ben felfedezték egy apró csoportjukat Ball piramisának lejtőin, a Melaleuca howeana teafa bozótjában.
Szintén csak itt él a egy, a Placostylus nembe sorolt csigafaj, amelyet ugyancsak erősen megritkított a fekete patkány. Ez az egykor gyakori faj ma a veszélyeztetettek listáján szerepel. Megmentése érdekében elkezdtek egy programot fogságban szaporítására.
Neville Coleman ausztrál vízalatti fotográfus albumot készített 1001 Nudibranches – Catalog of Indo-Pacific Sea Slugs (1001 Csupaszkopoltyús — az Indiai- és a Csendes-óceán meztelen tengeri csigái) címmel a Lord Howe-szigetcsoporton található csupaszkopoltyús csigák bemutatására.
Több mint 400-féle hal úszkál a sziget vizeiben, és közülük 9 csak ebben a régióban él. A szigeteket körülvevő zátonyokat 80-nál is több korall alkotja.
A szigetek erdeinek mintegy 10 százalékát kiirtották a földművelés érdekében. További 20 százalékát marha, vadbirka, kecske, és disznó legeltetésével háborgatják. A sziget flóráját és faunáját főleg a betelepített fajok veszélyeztetik. Ennek fékezésére vadsertést kiirtották a szigetről, a kecskeszaporulatot csökkentették. Az 1970-es években 20 élő egyedre csökkent bozótguvat-populációt sikerült 200-ra növelni.

### Patkánymentesítés
A patkányok miatt kihalt 5 őshonos madár-, 13 gerinctelen állatfaj és két növényfaj. Több mint 70 további faj a veszélyeztetettek közé került. 
A sziget vezetése két évtizedes munkával készítette elő patkánymentesítő programját. Ennyi idő kellett egy olyan módszertan kidolgozásához, amely garantálta, hogy a beavatkozás több hasznot hajt, mint amennyi kárt okoz. 2015-ben az alig több mint 350 szigetlakó 52 százaléka megszavazta a programot, amit végül 2019 elején indítottak el.
Két helikopterrel több mint negyven tonna patkánymérget terítettek szét a sziget lakatlan részén, a lakott területeken pedig 22 ezer zárható patkánycsapdát helyeztek el. Ezekkel a patkányok elsöprő többségét sikerült kiirtani.
Ezután 2019 áprilisától 2021 augusztusáig patkánykiszagoló kutyákkal kerestek túlélő patkányokat és egereket. Miután előkerült néhány túlélő, a programot 2021-ben mozgásérzékelő kamerákkal egészítették ki. 2021 októberéig 96 patkányt csíptek el, azóta (2022 áprilisáig) egyet se. Úgy tűnik, a patkányokat és az egereket is sikerült kiirtani. Azóta úgynevezett „biobiztonsági intézkedésekkel” kívánják megakadályozni, hogy bárki hajóval visszahurcolja a rágcsálókat.
A program sikeresnek bizonyult; rohamosan szaporodnak a korábban súlyosan veszélyeztetettnek, illetve kihaláshoz közelinek minősített fajok (csigák, ízeltlábúak stb.)
A szigeten 2022 tavaszán már 565 bozótguvatot lajstromoztak.

## Veszélyek
Tim Flannery The Weather Makers („Időjárás-csinálók”) című könyvében olvasható elemzés szerint a Lord Howe-sziget ökoszisztémáját a klímaváltozás és a globális felmelegedés veszélyezteti. A zátonyokat a vízhőmérséklet emelkedése fenyegeti. Főleg a Nagy-korallzátony van kitéve a globális felmelegedés Ausztráliában érezhető hatásainak, és ugyanez igaz a Lord Howe-szigetek zátonyaira. A hűvös éghajlat növény- és állatvilágának nem tesz jót a hőmérséklet emelkedése, hiszen például a Gower-hegy tetején vagy ahhoz közel élő fajok nem tudnak följebb vándorolni, hogy az életükhöz szükséges hőmérsékleti körön belül maradhassanak.

### Fordítás
Ez a szócikk részben vagy egészben  a   Lord Howe Island című angol Wikipédia-szócikk ezen változatának fordításán alapul.  Az eredeti cikk szerkesztőit annak laptörténete sorolja fel. Ez a jelzés csupán a megfogalmazás eredetét és a szerzői jogokat jelzi, nem szolgál a cikkben szereplő információk forrásmegjelöléseként.